# Le Mans Sarthe Basket
El Le Mans Sarthe Basket és un club francès de bàsquet de la ciutat de Le Mans.

## Història
El Le Mans Sarthe Basket nasqué oficialment el 6 de setembre de 1993, com a continuador professional del Sporting Club Moderne Le Mans. L'any 1938 havia nascut a la ciutat de Le Mans un club que es dedicà a la pràctica del futbol, el Goulou Club. Però amb l'esclat de la Segona Guerra Mundial i la marxa de la majoria d'homes al front, les dones d'aquests continuaren l'existència del club amb un equip de basquetbol femení. L'any 1941 canvià el seu nom pel de Sporting Club Moderne. Abans de l'adopció del professionalisme i el canvi de nom, el club fou tres cops campió de França de bàsquet. Disputava els seus partits al pavelló Gouloumès puis La Retonde (1971). El 25 de setembre de 1995 inaugurà el nou pavelló d'Antarès, amb capacitat per a 6.000 espectadors.

## Jugadors destacats
- Alex Acker

## Palmarès
- 4 Lliga francesa de bàsquet: 1978, 1979, 1982, 2006.
- 2 Copa francesa de bàsquet: 1964, 2004.
- 1 Semaine des As: 2006.
- 1 Lliga francesa de segona divisió (Pro B): 1990.